# Marcelo Rospide
Marcelo Rospide (Porto Alegre, 20 de março de 1971)  é um treinador de futebol brasileiro.

## Carreira
Foi técnico interino do Grêmio, tendo assumido o time após saída de Paulo Autuori e reassumido sua posição de interino após a contratação de Silas como técnico principal. já havia ocupado o cargo de técnico interino do Tricolor Gaúcho durante a Copa Libertadores da América de 2009, quando deixou a equipe com a melhor campanha da fase de grupos da competição, sendo substituído na época por Paulo Autuori.
Foi contratado pelo Grêmio Prudente, em substituição a Antônio Carlos Zago, demitindo-se no dia 27 de setembro de 2010, após cinco jogos sem vencer. ainda em 2010, foi contratado pelo Porto Alegre, saindo após seu time levar de oito a zero do Cruzeiro de Porto Alegre. no dia 3 de abril de 2012 foi apresentado no estádio Edmundo Feix, em Venâncio Aires, para ser o novo comandante do Guarani. meses depois, acertou para ser treinador do Brasil de Pelotas. Em maio de 2012 foi demitido do Brasil, sendo substituído pelo técnico Rogério Zimmermann que está até hoje no comando técnico do Brasil. Em  outubro de 2012, assumiu como Superintendente Técnico das Categorias de Base do SC Corinthians Paulista. Sob sua gestão, o clube conquistou com suas equipes de base
33 títulos Nacionais e Internacionais, entre eles a Tríplice Coroa com o sub-20 (Campeão Paulista 2014,
Campeão Brasileiro 2014 e Campeão da Copinha 2015) e o Mundial de Clubes sub-17, em Madri.